# Divorzio all'americana
Divorzio all'americana (Divorce American Style) è un film del 1967 diretto da Bud Yorkin.

## Trama
Dopo diciassette anni di matrimonio, una ricca coppia di Los Angeles, formata da Richard Harmon e da sua moglie Barbara, litigano costantemente, anche se sembrano avere tutto. Quando scoprono che non possono più comunicare, anche per discutere, fanno uno sforzo per salvare la loro relazione attraverso una consulenza specializzata. Ma dopo aver svuotando i loro conti bancari congiunti (su sollecitazione di amici), chiedono il divorzio.
Richard si ritrova a vivere in un piccolo appartamento e cerca di sopravvivere con 87 dollari a settimana: il suo reddito infatti è stato drasticamente ridotto dagli alimenti che deve pagare alla moglie. Richard incontra Nelson Downes, anche lui divorziato di recente, che lo presenta alla sua ex moglie Nancy. Nelson vuole far sposare Nancy, così da liberarsi del pagamento degli alimenti e poter sposare la sua fidanzata incinta. Anche Nancy desidera sposarsi, perché è sola.
Dato che Richard al momento non può permettersi di risposarsi, Nelson e Nancy complottano per far incontrare Barbara con Big Al Yearling, rivenditore di auto e milionario.
Barbara inizia una relazione con Big Al, ma la notte prima che il divorzio con Harmon diventi definitivo, tutti i personaggi principali si incontrano per celebrare il successo dei loro piani. In una discoteca, un ipnotista attira Barbara dal pubblico e la mette in trance. Dopo averla indotta a esibirsi in uno spogliarello finto, istruisce Barbara a baciare il suo vero amore e Barbara bacia appassionatamente Richard; in questo modo i loro problemi matrimoniali vengono risolti. Nelson, per niente scoraggiato, cerca immediatamente di convincere Nancy a interessarsi di Big Al, mentre Richard e Barbara riprendono a litigare come prima.